# Chúa tể những chiếc nhẫn: Hai tòa tháp
Chúa tể những chiếc nhẫn: Hai tòa tháp (The Lord of the Rings: The Two Towers) là một bộ phim viễn tưởng được sản xuất năm 2002 của đạo diễn Peter Jackson. Đây là bộ phim thứ hai trong Chúa tể của những chiếc nhẫn, trước đó là bộ phim The Lord of the Rings: The Fellowship of the Ring (2001) và kết thúc với bộ phim The Lord of the Rings: The Return of the King (2003). Doanh thu của bộ phim đạt trên 900 triệu USD trên toàn thế giới và bộ phim đã giành được hai giải Oscar.
Tiếp tục câu chuyện của The Fellowship of the Ring, bộ phim xen kẽ 3 câu chuyện. Frodo và Sam tiếp tục cuộc hành trình đến Mordor nhằm hủy diệt chiếc nhẫn chúa, họ gặp được Gollum, người sở hữu chiếc nhẫn cũ và cho Gollum vào nhóm. Aragorn, Legolas và Gimli đến đất nước đang bị xâu xé bởi chiến tranh - Rohan, và sau đó gặp lại Gandalf, lúc này đã được hồi sinh, trước họ khi chiến đấu ở Trận Helm's Deep. Merry và Pippin trốn thoát được bọn Uruk-hai, họ gặp một người cây - Treebeard, và chuẩn bị cho kế hoạch tấn công Isengard.
Nhận được những lời khen hết mình, bộ phim đạt được doanh thu phòng vé khổng lồ, thu lợi khoảng 926 triệu đô-la trên thế giới và hiện tại đang là bộ phim có doanh thu đứng thứ 22 trong những bộ phim có doanh thu cao nhất thời đại. Bộ phim đạt được 2 giải thưởng của Viện Hàn lâm.

## Nội dung phim
Phù thủy Gandalf Xám đã bỏ mạng trong trận chiến với con Balrog nhằm tạo thời gian cho Hiệp hội bảo vệ nhẫn rời khỏi hầm mỏ Moria.
Vài tuần sau, Frodo Baggins và Samwise Gamgee tiếp tục cuộc hành trình của họ đến Mordor nhằm hủy diệt chiếc nhẫn chúa cũng như chúa tể bóng tối Sauron. Một đêm nọ, họ bị tấn công bởi chủ nhân cũ của chiếc nhẫn, Gollum. Đôi bạn bắt được Gollum, nhưng Frodo thương hại hắn, hiểu ra gánh nặng của chiếc nhẫn. Frodo thuyết phục Gollum để dẫn họ tới Mordor. Sam ngay lập tức hồ nghi Gollum và cảnh báo Frodo rằng Gollum sẽ phản bội họ.
Tại Rohan, Aragorn, Legolas và Gimli đuổi theo những tên Uruk-hai đang bắt giữ Merry và Pippin. Trong lúc ấy, vua Théoden của Rohan bị bỏ bùa bởi Grima Wormtongue, kẻ bí mật phục vụ cho Saruman Trắng. Saruman xua quân Orc (Quái vật) và bọn người hoang ở Dunland bao vây vùng đất này. Cháu của Theoden, Éomer cáo buộc Gríma Wormtongue là gián điệp của địch; Grima trục xuất anh ta vì phá hoại công việc của hắn. Éomer đi qua những vùng đồng quê để tập hợp những người còn sót lại của đội kỵ binh Rohirrim. Quân đội của Éomer sau đó đột kích và giết những tên Uruk-hai đang bắt giữ Merry và Pippin. Merry và Pippin chạy trốn vào khu rừng Fangorn và gặp Treebeard, người cây (Ent) già nhất.
Frodo, Sam và Gollum đi qua Đầm Lầy Chết (Dead Marshes), lẫn trốn một con rồng Nazgul. Ngay khi đến được Cổng Đen (Black Gate), họ thấy cánh cổng đã bị đóng vào được bảo vệ bởi những tên Orc. Gollum thuyết phục đôi bạn rằng hắn sẽ dẫn họ đến một lối vào không được bảo vệ. Sau khi biết được cuộc phục kích của Éomer, Aragorn, Legolas và Gimli khám phá ra dấu vết của Merry và Pippin. Cả ba đối mặt với Gandalf, giờ đây hồi sinh thành Gandalf Trắng. Gandalf gia nhập với bộ ba trong cuộc hành trình của họ đến Edoras. Sau khi đến nơi, họ giải thoát Théoden khỏi phép thuật của Grima và thông báo cho nhà vua về cái chết của con trai ông, Théodred. Théoden cho người dân của ông di tản đến pháo đài Helm's Deep để an toàn. Sợ rằng Helm's Deep sẽ thất thủ, Gandalf ra đi để tìm Éomer. Gríma bỏ chạy tới tòa tháp Orthanc và thông báo cho Saruman biết về điểm yếu của dãy tường thành đầu tiên ở Helm's Deep. Saruman lệnh cho đội quân đông đảo của hắn hành quân đến ngôi thành, cùng với kế hoạch hủy diệt toàn bộ người dân xứ Rohan và hậu duệ của Isildur.
Trong lúc ấy, Gollum đấu tranh giữa lòng trung thành của hắn đối với Frodo và sự đói khát của hắn với chiếc nhẫn. Khi Sam và Frodo bị bắt bởi những Cung thủ xứ Ithilien, Frodo tiết lộ sự có mặt của Gollum để bảo vệ mạng sống của mình; Gollum tuy thế cảm thấy bị phản bội, và bắt đầu mưu tính chống lại Frodo. Khi quân đội của Théoden hành quân đến Helm's Deep, họ bị tấn công bởi những kỵ binh Warg (chó sói) của Saruman và Aragorn ngã xuống vực sâu và được tin là đã chết trong một con sông dữ dội. Tại Rivendell, Elrond thuyết phục con gái ông - Arwen nhằm từ bỏ tình yêu của cô dành cho Aragorn và rời khỏi Trung Địa với những người bạn đồng hành tộc tiên (Elf) khác của cô. Trong khí đó, Éowyn, cháu của Théoden, nuôi dưỡng một tình cảm đang lớn dậy cho Aragorn.
Biết được về chiếc nhẫn của Frodo, chỉ huy của đội cung thủ xứ Ithilien, Faramir, cũng là em trai của Boromir, ra lệnh cho chiếc nhẫn được gửi đến Gondor. Tại Rohan, Aragorn hầu như vẫn còn sống, trôi dạt vào bờ sông. Với sự giúp đỡ từ con ngựa già Brego của Théodred, anh chạy đến Helm's Deep và cảnh báo Théoden rằng anh đã thấy quân đội của Saruman đang tiến về tòa thành. Théoden tập hợp quân đội của ông để chiến đấu chống lại quân Uruk-hai của Saruman. Khi trời tối, một tiểu đoàn của tộc Tiên đến nơi nhằm tiếp viện cho quân đội Rohan. Trong khu rừng Fangorn, Merry, Pippin, Treebeard và những người cây khác bắt đầu một hội đồng để quyết định vai trò của những người cây trong trận chiến với Saruman.
Trận Helm's Deep bắt đầu giữa quân Uruk-hai và quân đội Rohirrim cùng với Aragorn và bạn đồng hành. Thuốc nổ của Saruman đã phá vỡ điểm yếu của bức tường thành, tạo điều kiện cho lũ Orc tràn vào pháo đài. Tại rừng Fangorn, Treebeard và những người cây khác ban đầu từ chối để bị lôi vào cuộc chiến cho tới khi Pippin cho họ xem những gì còn sót lại mà Saruman đã tàn phá khu rừng; phẫn nộ, Treebeard lệnh cho những người cây trả thù. Aragorn chỉ huy Théoden, Legolas và những người lính Rohirrim còn sót lại tấn công bọn Uruk-hai, tạo điều kiện cho phụ nữ và trẻ em trốn thoát khỏi dãy núi. Gandalf đến nơi, được sự trợ giúp bởi Éomer và người của anh. Hai lực lượng phối hợp với nhau làm cho bọn Uruk-hai thua trận và bỏ chạy vào khu rừng Fangorn, nơi những đồng minh người cây và loài cây Huorn đánh bại bọn chúng. Ở pháo đài Isengard, những người cây đánh bại bọn Uruk-hai và phá tan con đập của dòng sông, làm chết đuối những tên Orc còn sót lại đang phòng thủ, Isengard ngập nước, còn Saruman thì bị giam giữ trong chính ngọn tháp của hắn.
Faramir đưa những người Hobbits tới Osgiliath. Quân đội của Faramir bị tấn công bởi những tên Orc, dẫn đầu là một con Nazgûl. Frodo bị khuất phục bởi sự ảnh hưởng của chiếc nhẫn và tấn công Sam, nhưng lấy lại được tinh thần của cậu khi Sam nhắc lại cho cậu về tình bạn của họ trong nước mắt. Con Nazgûl bị đánh bại và bỏ chạy. Faramir, hiểu được sự nguy hiểm của chiếc nhẫn, giải thoát cho hai người Hobbits và đưa họ tiếp tục cuộc hành trình, được gia nhập bởi Gollum. Gandalf phỏng đoán Sauron sẽ báo thù cho thảm bại của Saruman, nêu rõ rằng hi vọng sẽ được trên vai Frodo và Sam. Cùng lúc ấy, Gollum thề sẽ lấy lại chiếc nhẫn bằng cách sử dụng "nó" (con nhện Shelob) để giết Frodo và Sam.

## Sản xuất

### Thiết kế
Khi Alan Lee tham gia dự án vào cuối năm 1997, Helm Deep được giao nhiệm vụ thiết kế cấu trúc đầu tiên của phim. Ở quy mô 1:35, nó là một trong những tiểu họa đầu tiên được xây dựng, và một phần của đoạn video 45 phút được bán dự án New Line và Là một phần quan trọng của câu chuyện, Helm Đeep xây dựng tại Dry Creek Quarry với Gate.Thu nhỏ quy mô 1:04 Helm Deep chạy bản rộng 50 feet.
John Howe là người thiết kế cơ bản của các lực lượng của cái ác. Uruk-hai là đội quân đầu tiên của Jackson và Howe cũng được thiết kế nỏ đặc biệt cho các nhân vật.Việc thực hiện của một bản thảo từ thế kỷ 15.Với sự nhấn mạnh về màu sắc chủ đề của Elves rời khỏi Trung-trái đất. 250 bộ quần áo đã được thực hiện cho Rohirrim. Các mẫu thiết kế của Rohan được dựa trên các mẫu của Đức và Anglo-Saxon. Hầu hết các loại vũ khí điều được John Howe thiết kế, và được Peter Lyon giả mạo. Mỗi thanh kiếm mất 3-6 ngày để chế tạo ra.
Bộ phim cũng cung cấp một cái nhìn ở Mordor và Gondor, về câu chuyện của Frodo và Sam.Một thiết kế mà Howe gọi là một sự nhạo báng của Cathedrals Gothic. Ông và Lee hoàn toàn tạo ra Black Gate (mặc dù một lỗi đánh máy trong kịch bản đã thu nhỏ thành hai)và Osgiliath thành phố đổ nát phản ánh London trong Blitz hoặc Berlin vào năm 1945.Các thiết lập trên Backlot dựa trên xung quanh một cây cầu và tái sử dụng một số của Moria.

### Quay phim chính
The Two Towers có hình ảnh chủ yếu với The Fellowship of the Ring và sự trở lại của vua giữa 11 tháng 10 năm 1999 đến 22 tháng 12 năm 2000.Mortensen đã phá vỡ hai ngón chân khi anh ta đá một mũ bảo hiểm Orc khi việc tìm kiếm hài cốt của Uruk-hai và tin tưởng Merry và Pippin được cho là đã chết. Bloom đã ngã xuống ngựa và nứt ba xương sườn, trong khi Beattie bị trật khớp đầu gối của mình.Jackson đùa tham khảo chúng như là "Đi bộ Bị thương." Sau đó, họ tiếp tục quay phim trong ba tháng.

### Hiệu ứng
Sản xuất 73 phút các hiệu ứng kỹ thuật số với 799 bức ảnh.Bộ phim sẽ tính năng thách thức đầu tiên của họ trong việc tạo ra một cảnh chiến đấu,cũng như tạo ra hai nhân vật kỹ thuật số cần thiết để hành động chứ không phải là một phần thiết lập, không giống như Troll Cave và Balrog bộ phim trước.

### Gollum
Weta bắt đầu tạo hiệu ứng động Gollum vào cuối năm 1998.

## Phân vai
- Elijah Wood trong vai Frodo Baggins: hobbit phải tiêu diệt một vành đai kinh, gánh nặng trở nên nặng hơn.
- Ian McKellen trong vai Gandalf Grey / Gandalf Trắng: Wizard đã ngã xuống chiến đấu với Balrog, người đã trở lại, mạnh mẽ hơn bao giờ hết, để hoàn thành nhiệm vụ của mình.
- Sean Astin trong vai Samwise Gamgee: Frodo người hobbit đồng hành trung thành, tốt hơn được gọi là Sam.
- Viggo Mortensen trong vai Aragorn: người thừa kế ngai vàng của Gondor trong lưu vong đã đến để bảo vệ Rohan.
- Dominic Monaghan như Meriadoc Brandybuck: các hobbit bắt Uruk-hai, người bạn tốt nhất của Pippin, tốt hơn được gọi là Merry.
- Billy Boyd trong vai Peregrin Took: hobbit bắt Uruk-hai, người bạn tốt nhất của Merry, tốt hơn được gọi là Pippin.
- Orlando Bloom trong vai Legolas: Elven cung thủ và một trong những bạn đồng hành của Aragorn.
- John Rhys-Davies trong vai Gimli: Dwarf chiến binh và một trong những bạn đồng hành của Aragorn.
- Ngoài ra tiếng nói Treebeard: các nhà lãnh đạo của ENT, được khuấy động sự giận dữ chống lại Saruman.
- Andy Serkis trong vai Sméagol / Gollum, khốn khổ hobbit như sinh vật, chủ sở hữu của chiếc nhẫn trong nhiều thế kỷ, người hướng dẫn Frodo vào cuộc tìm kiếm của mình.
- Christopher Lee trong vai Saruman Trắng: Wizard tiến hành chiến tranh khi Rohan và Fangorn tàn phá rừng, người đồng minh của mình với Sauron.
- Bernard Hill trong vai Théoden: Vua của Rohan, người theo chính tả của Saruman cho đến khi Gandalf chữa lành ông để ông có thể lãnh đạo nhân dân của mình một lần nữa.
- Miranda Otto trong vai Éowyn: Cháu gái Vua Théoden, có tình yêu với Aragorn.
- Hugo Weaving trong vai Elrond: chúa Elven của Rivendell người bày tỏ nghi ngờ về tình yêu của con gái mình cho Aragorn.
- David Wenham trong vai Faramir: đội trưởng của Rangers Ithilien, người chụp Frodo, Sam và Gollum.
- Bruce Hopkins trong vai Gamling: trung úy trưởng của Théoden và là thành viên có tay nghề cao của Cảnh sát Hoàng gia của Rohan.
- John Bach là Madril: phụ tá thân cận nhất của Faramir thông báo cho ông chuẩn bị trận chiến.
- Sean Bean là Boromir, người xuất hiện trong cảnh hồi tưởng, nổi bật hơn trong phiên bản mở rộng của bộ phim.
- Và các diễn viên khác

## Phát hành video
The Lord of the Rings: The Two Towers đã được phát hành trên VHS và DVD vào ngày 26 tháng 8 năm 2003 tại Hoa Kỳ.Các ngày đã được dự định được phát hành đồng thời trên toàn thế giới,nhưng do một kỳ nghỉ cuối tuần của Ngân hàng tại Vương quốc Anh.Một số cửa hàng Anh đã bắt đầu bán đĩa DVD vào đầu ngày 22 tháng 8.Nhiều sự giận dữ của nhà phân phối phim của Vương quốc Anh,họ đã đe dọa để giữ lại nguồn cung cấp trước sau đó phát hành DVD.
Với The Fellowship of the Ring, một bản mở rộng của The Two Towers đã được phát hành trên VHS và DVD ngày 19 Tháng Mười Một năm 2003 với 45 phút của vật liệu mới thêm hiệu ứng đặc biệt và âm nhạc cộng với 11 phút. 4 đĩa DVD bao gồm 4 bình luận cùng với các tài liệu bổ sung.
Ngày 29 tháng 8 năm 2006, một phiên bản giới hạn của The Two Towers đã được phát hành trên đĩa DVD. Các thiết lập bao gồm cả các phiên bản sân khấu và mở rộng của bộ phim trên một đĩa hai mặt cùng với các vật liệu tiền thưởng hoàn toàn mới.
Blu-ray phiên bản sân khấu của The Lord of the Rings đã được phát hành tại Hoa Kỳ vào ngày 06 tháng 4 năm 2010.Đĩa cá nhân Blu-ray của The Two Towers được phát hành vào ngày 14 tháng 9 năm 2010 với các tính năng đặc biệt giống như là đầy đủ bộ ba phát hành, ngoại trừ không có bản sao kỹ thuật số.